# Ligdia pectinicornis
Ligdia pectinicornis là một loài bướm đêm trong họ Geometridae.